# Templo de Oaxaca (SUD)
El Templo de Oaxaca, México es uno de los templos construidos y operados por La Iglesia de Jesucristo de los Santos de los Últimos Días, el número 74 construido por la iglesia y el quinto construido en México, ubicado en el Fraccionamiento Real de Candiani de la ciudad de Oaxaca de Juárez. El templo de Oaxaca fue construido de mármol blanco proveniente de Torreón, con un diseño clásico de un solo pináculo, tiene un total de 994 metros cuadrados de construcción, cuenta con dos salones para las ordenanzas SUD y dos salones de sellamientos matrimoniales.
El templo de Oaxaca es usado por más de 36.000 miembros repartidos en 10 estacas y distritos afiliados a la iglesia en los alrededores de la ciudad de Oaxaca.

## Anuncio
En abril de 1998 la iglesia anunció la construcción de nuevos templos de menores proporciones alrededor del mundo. La construcción de un quinto templo en México con estas nuevas dimensiones fue anunciado el 23 de febrero de 1999 por el entonces presidente de la iglesia Gordon B. Hinckley. El templo Oaxaca fue el templo número 19 construido con estas especificaciones de menores proporciones con el fin de completar la meta de tener construidos 100 templos alrededor del mundo para fines del año 2000.  

## Construcción
La construcción del templo comenzó con una ceremonia celebrando la primera palada el 13 de marzo de 1999, en un terreno de 6.200 metros cuadrados, presidida por autoridades locales y al que asistieron unas 2.300 personas. Transcurrieron tan solo 18 días desde el anuncio y la primera palada, el templo de la iglesia con el menor tiempo entre el anuncio oficial y la primera palada. Ese mismo día se realizaron las ceremonias de la primera palada del templo de Nashville y el templo de Kona, la primera vez que tres templos recibieron la primera palada en el mismo día. Una semana después se realizaron la primera palada de otros cuatro templos para un total de siete templos en un mes.
El 30 de septiembre de 1999 a las 11:31 de la mañana, un terremoto de epicentro a 60 km al nornoroeste de Puerto Ángel sacudió la ciudad de Oaxaca con una magnitud de 7,4 en la escala sismológica de Richter, destruyendo totalmente a 300 casas y afectando parcialmente a más de 2,500 edificaciones. La iglesia SUD no reportó daños al templo, el cual estaba en fase de construcción y para entonces había culminado la etapa de reforzamiento contra sismos.

## Dedicación
El templo SUD de Oaxaca fue dedicado para sus actividades eclesiásticas en cuatro sesiones, el 11 de marzo de 2000, por James E. Faust, el primero dedicado por el ya fallecido apóstol mormón. Duró un año entre la ceremonia de la primera palada y su dedicación, uno de los templos de menor duración en su construcción. Anterior a su dedicación, del 28 de febrero al 4 de marzo de ese mismo año, la iglesia permitió un recorrido público de las instalaciones y del interior del templo al que asistieron más de 10.000 visitantes. Unos 18.000 miembros de la iglesia e invitados asistieron a la ceremonia de dedicación, que incluye una oración dedicatoria.
Al templo, por su cercanía a las comunidades, también asisten miembros provenientes de Mitla y los alrededores de Monte Albán, Tehuacán, Salina Cruz, Huatulco, Pinotepa y Puerto Escondido.